# ISSO!S-PULSE
ISSO! S-PULSE（イッソ・エスパルス）は、静岡エフエム放送（K-mix）で毎週金曜日21:15-21:30に放送されている清水エスパルスに特化したラジオ番組である。

## 概要
番組開始当初は、競艇のテレビ中継リポーターなどで知られた車田由美、スポーツライターの白瀬まゆ美がパーソナリティを担当。
2012年4月以降、スナオマサカズ（フリーアナウンサー）が担当。
清水エスパルスの試合ハイライト、選手の試合後のコメント、シーズンオフにはそのシーズンを振り返ってのインタビュー、またリスナーに対する月間賞のプレゼントで構成されている。

## パーソナリティ
現在
2013年5月現在。
- スナオマサカズ[1][2]（2012年4月 - ）

過去
- 車田由美（）[3]
- 白瀬まゆ美[4][5][6][7]

## 放送時間
- 2012年3月27日まで
火曜 21:00 - 21:30（30分間）
- 2012年4月6日以降
金曜 21:15 - 21:30（15分間）

## 特別番組
- 2013年3月1日 21:00 - 21:30
「Jリーグ開幕直前 生放送スペシャル Ole Ole Jubilo VS ISSO! S-PULSE」
※ 「K-MIX Rainbow Fly-Day ～Jリーグ開幕直前Special～」のスピンオフ番組として、Ole Ole Jubiloとの合体放送。

## ポッドキャスト
放送終了後、ポッドキャスト配信。
過去
インターネット放送が実施されており、過去1か月分の放送がオンデマンドで、また最新版は当日22:00 - 次週火曜日の21:00までの毎時00分から、セミライブで聴くことが出来た。